# Idioma Barrow Point
La lengua Barrow Point o Mutumui, llamada Eibole, es una lengua aborigen australiana recientemente extinta. Según Wurm y Hattori (1981), quedaba un hablante en ese momento.

## Fonología
Inusualmente entre los idiomas australianos, Barrow Point tenía al menos dos fricativa fonema, /ð/ y /ɣ/. Por lo general, se desarrollaron a partir de *t̪ y *k, respectivamente, cuando son precedidos por una vocal larga acentuada, que luego se acorta.